# Grammatostomias flagellibarba
Grammatostomias flagellibarba es una especie de pez de la familia Stomiidae en el orden de los Stomiiformes.

## Hábitat
Es un pez de mar y de aguas  tropicales que vive hasta 1.281 m de profundidad.

## Distribución geográfica
Se encuentra desde el sur de Irlanda y el Mar Cantábrico hasta 45 ° W y entre 32 ° N-15 ° N.